# VM for klubhold 2009 i fodbold
FIFA Club World Cup 2009 var en fodboldturnering, der blev afholdt 9. – 19. december i UAE. Det var femte gang, at FIFA afholdt World Cup for hold.

## Kvalificerede hold
| Hold                         | Forbund  | Kvalifikation                               |
| ---------------------------- | -------- | ------------------------------------------- |
| Indtræder i semifinalerne    |          |                                             |
| Estudiantes                  | CONMEBOL | Vinder af Copa Libertadores 2009            |
| Barcelona                    | UEFA     | Vinder af UEFA Champions League 2008-09     |
| Indtræder i kvartfinalerne   |          |                                             |
| Atlante                      | CONCACAF | Vinder af CONCACAF Champions League 2008-09 |
| Pohang Steelers              | AFC      | Vinder af AFC Champions League 2009         |
| TP Mazembe                   | CAF      | Vinder af CAF Champions League 2009         |
| Deltagelse via kvalifikation |          |                                             |
| Auckland City                | OFC      | Vinder af OFC Champions League 2008-09      |
| Al-Ahli                      | Vært     | Vinder af UAE Premier League 2008-09        |

| Fodbold | Spire Denne artikel om en fodboldturnering er en spire som bør udbygges. Du er velkommen til at hjælpe Wikipedia ved at udvide den. |